# Antecedencja

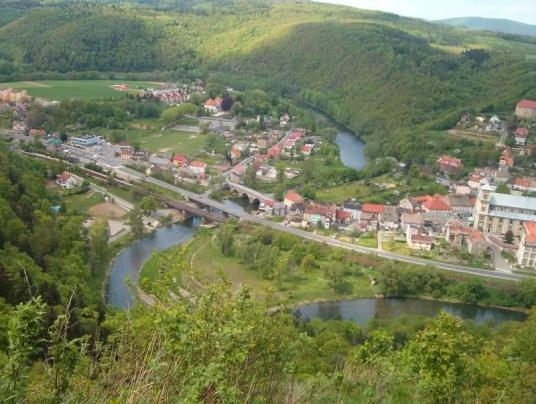
Widok na przełom Nysy Kłodzkiej przez Góry Bardzkie

Antecendencja (łac. antecedentia – wyprzedzenie) – zjawisko przecięcia grzbietu górskiego przez rzekę do niego prostopadłą w trakcie jego wypiętrzania. Wskutek antecedencji rzeka nie zmienia swego koryta i tworzy przełomy w których jej bieg przypomina bieg rzeki nizinnej.
Przykładem przełomu antecedentnego w Polsce jest przełom Nysy Kłodzkiej przez Góry Bardzkie. Podobne zjawisko występuje przy przejściu Cangpo przez Himalaje.